# عظم قشري
العظم القشري أو العظم المكتنز (بالإنجليزية: Cortical bone أو compact bone) هو أحد نوعي النسيج العظمي. النوع الثاني يُسمّى: العظم الإسفنجي أو المادة الإسفنجية العظمية.

## معرض الصور

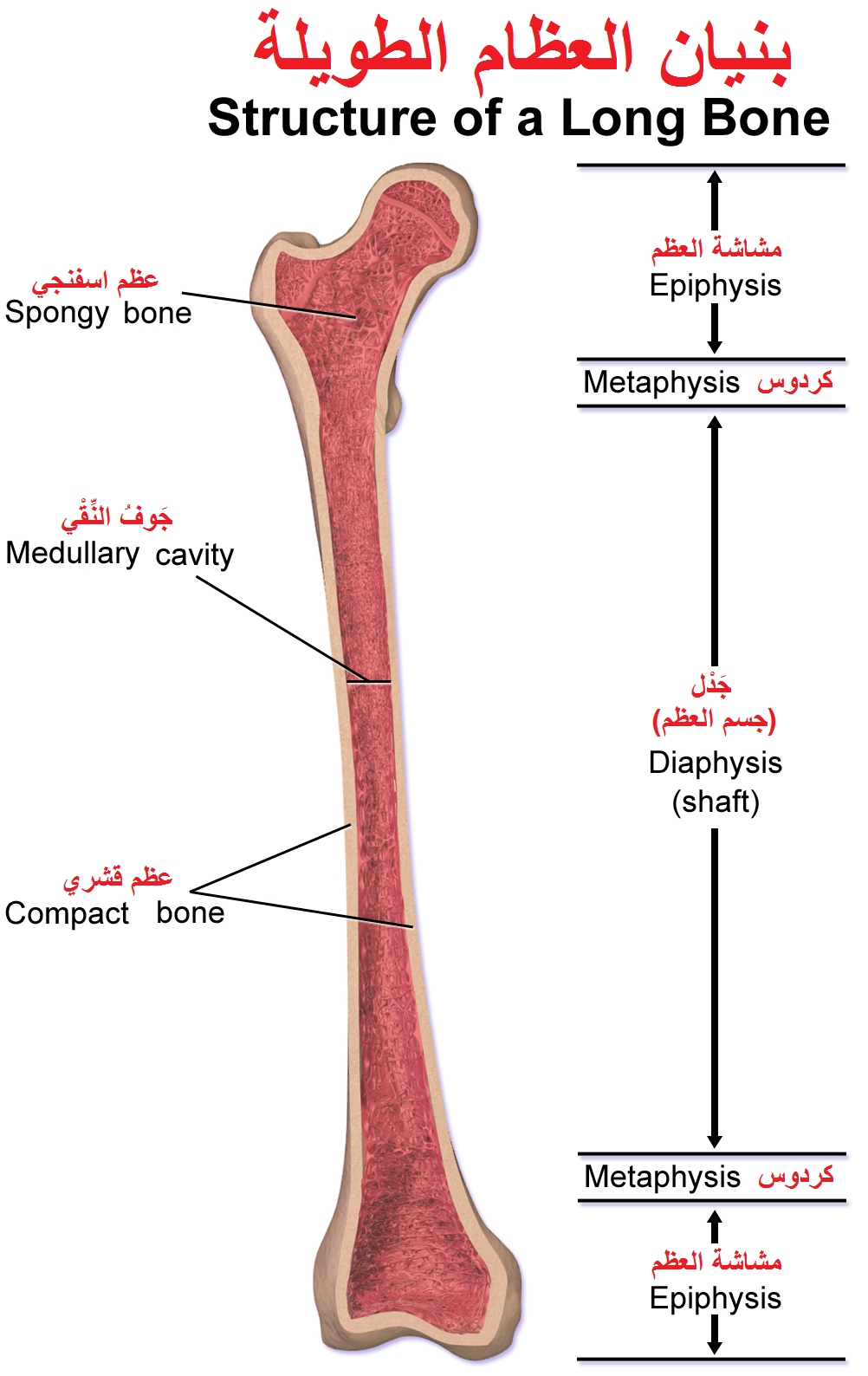
بنيان العظام الطويلة.